# Église Saint-Vaast de Saint-Vaast
Pour les articles homonymes, voir église Saint-Vaast.
L'église Saint-Vaast est un édifice religieux catholique sis à Saint-Vaast, un village qui fait aujourd'hui partie de la ville belge de La Louvière en Belgique. Un très ancien oratoire est élargi comme église, avec fonction défensive, en 1100. Pillée et brûlée en 1643 elle est reconstruite en 1646. Depuis 1941 l'église est classée au patrimoine wallon. 

## Histoire
En l’an 508, le village de Saint-Vaast portait le nom de « Sanctuo Vedastus », un oratoire construit par l’évêque Vedastus venu évangéliser les contrées de la Haine. Cet homme était évêque de Cambrai; il fut canonisé par le Pape Adrien IV. « Sanctuo Vedastus » évoluera ensuite pour lui donner son appellation actuelle: « Saint-Vaast ». L’oratoire fut bâti en chapelle dédié à Saint-Vaast puis transformée en église en l’an 1100.
C’est dans cette église que les habitants du village et ceux des villages voisins se réfugiaient lorsque menacés par l’ennemi. Cette église avait donc deux fonctions principales, l’une religieuse et l’autre militaire.
En 1643, église et cure sont brûlées par les armées françaises; les cloches sont volées pour en faire des canons. À la suite de ce pillage, l’église est restaurée en 1646.

## Architecture extérieure
L’église de Saint-Vaast est construite en pierre de taille et en moellon de grès de Bray. Elle possède une tour carrée (ancien donjon) avec tourelle à chaque coin, d’où des gardes pouvaient surveiller les alentours.
Sur les murs sont sculptés des bas-reliefs datant du XVIIe siècle et du XVIIIe siècle. Sur la gauche de l’église on remarque une porte romane composée de colonnettes sur lesquelles est posé un linteau triangulaire décoré de feuilles stylisées.

## Architecture intérieure
Les murs du chœur sont épais et se composent d’un chevet plat et d’une corniche que soutiennent des corbeaux. Au fil du temps, les fenêtres ont été modifiées, à cette époque elles s’encadrent de piédroits et d’arcs de briques. L’ensemble de cette structure soutient une voûte mentionnant en son centre l'année 1679. L’autel se situe au fond de l’église et est constitué de six colonnes surmontées d’une couronne reposant sur quatre arcs ajourés entre deux vases. La peinture principale des murs est le marbre clair et des pierres tombales encore lisibles enveloppent le chœur.